# Баку (футбольный клуб)
Футбо́льный клуб «Баку́» (азерб. Bakı Futbol Klubu) — азербайджанский футбольный клуб. Выступает в Региональной лиге Азербайджана по футболу. Основан в 1997 году.

## История
- Образовался в 1997 году в результате слияния 2-х клубов — «Полицейская Академия Чинар» и «Гартал-95». В том же году был переименован в «Полицейскую Академию».
- С конца 1997 г. по 2000 год и в 2001—2004 гг. назывался «Динамо» Баку.
- В 2000—2001 гг. назывался «Динамо-Баку».
- С 2004 года клуб называется «Баку».

## Достижения
- Чемпион Азербайджана: 2005/06, 2008/09
- Серебряный призёр чемпионата Азербайджана: 1997/98, 2009/10
- Бронзовый призёр чемпионата Азербайджана: 2006/07
- Обладатель Кубка Азербайджана: 2004/05, 2009/10, 2011/12

## Европейские кубки
| год  | турнир              | раунд    | соперник    | страна          | дома | в гостях | итог        |
| ---- | ------------------- | -------- | ----------- | --------------- | ---- | -------- | ----------- |
| 1998 | Кубок УЕФА          | 1К       | «Арджеш»    | Флаг Румынии    | 0:2  | 1:5      | 1:7         |
| 2005 | Кубок УЕФА          | 1К       | «Жилина»    | Флаг Словакии   | 1:0  | 1:3      | 2:3         |
| 2006 | Лига чемпионов УЕФА | 1К       | «Сиони»     | Флаг Грузии     | 1:0  | 0:2      | 1:2         |
| 2007 | Кубок Интертото     | 1К       | «Дачия»     | Флаг Молдовы    | 1:1  | 1:1      | 2:2 (п 1:3) |
| 2009 | Лига чемпионов УЕФА | 2К       | «Экранас»   | Флаг Литвы      | 4:2  | 2:2      | 6:4         |
| 2009 | Лига чемпионов УЕФА | 3К       | «Левски»    | Флаг Болгарии   | 0:0  | 0:2      | 0:2         |
| 2009 | Лига Европы УЕФА    | Плей-офф | «Базель»    | Флаг Швейцарии  | 1:3  | 1:5      | 2:8         |
| 2010 | Лига Европы УЕФА    | 2К       | «Будучност» | Флаг Черногории | -:+  | 2:1      | 2:4         |
| 2012 | Лига Европы УЕФА    | 1К       | «Мура 05»   | Флаг Словении   | 0:0  | 0:2      | 0:2         |

## Руководство клуба
1. Президент клуба — Руфат Тагиев
2. Главный менеджер — Зейнал Мамедов
3. Исполнительный директор — Яшар Сеидов

1. Главный тренер — Новруз Азимов
2. Тренер — Рафаэль Амирбеков